# Gigaquit
Gigaquit è una municipalità di quarta classe delle Filippine, situata nella Provincia di Surigao del Norte, nella Regione di Caraga.
Gigaquit è formata da 13 baranggay:
- Alambique (Pob.)
- Anibongan
- Camam-onan
- Cam-boayon
- Ipil (Pob.)
- Lahi
- Mahanub
- Poniente
- San Antonio (Bonot)
- San Isidro
- Sico-sico
- Villaflor
- Villafranca